# Plantefamilier i Danmark
 Denne artikel bør gennemlæses af en person med fagkendskab for at sikre den faglige korrekthed.

En Plantefamilie er i botanikken en enhed omfattende en eller flere slægter. Den kan videreinddeles i underfamilier og tribusser. Flere familier samles i en enkelt orden. Flere familier kan samles i en overfamilie.
| Taxon             | Endelse                  | Endelse |
| ----------------- | ------------------------ | ------- |
| Taxon             | Planter, Alger og Svampe |         |
| Overfamilie       | -acea                    |         |
| Familie           | -aceae                   |         |
| Underfamilie      | -oideae                  |         |
| Tribus ("Stamme") | -eae                     |         |
| Undertribus       | -inae                    |         |

Der er meget stor forskel på størrelsen af plantefamilier. Nogle har kun én art, andre har tusinder. Se også Kategori:Plantefamilier for en alternativ oversigt.

## Liste overplantefamilier
På grund af den relative instabilitet af plantetaksonomien dækker nedenstående liste ikke alle plantefamilier, men kun de fleste af de familier, der er repræsenteret i Danmark, i det botaniske system.
- Afdeling: Karsporeplanter (Pteridophyta): 
  - Ulvefodsplanter (Lycopsida): 
    - Ulvefod-familien (Lycopodiaceae)
    - Dværgulvefod-familien (Selaginellaceae)
    - Brasenføde-familien (Isoëtaceae)

  - Padderokplanter (Sphenopsida):
    - Padderok-familien (Equisetaceae)

  - Bregner Pteropsida:
    - Slangetunge-familien (Ophioglossaceae)
    - Kongebregne-familien (Osmundaceae)
    - Persillebregne-familien (Adiantaceae)
    - Pengebregne-familien (Sinopteridaceae)
    - Ørnebregne-familien (Dennstaedtiaceae)
    - Hindebregne-familien (Hymenophyllaceae)
    - Radeløv-familien (Aspleniaceae)
    - Fjerbregne-familien (Woodsiaceae)
    - Mangeløv-familien (Dryopteridaceae)
    - Kær-Mangeløv-familien (Thelypteridaceae) eller Dunbregne-familien (Thelypteridaceae)
    - Kambregne-familien (Blechnaceae)
    - Engelsød-familien (Polypodiaceae)
    - Kløverbregne-familien (Marsileaceae) eller Pilledrager-familien (Marsileaceae)
- Frøplanter (Magnoliophyta):
  - Nøgenfrøede (Pinophytina):
    - Ginkgo-familien (Ginkgoaceae)
    - Nåletræer Pinopsida
      - Taks-familien (Taxaceae)
      - Gran-familien (Pinaceae)
      - Cypres-familien (Cupressaceae)
      - Parasoltræ-familien (Sciadopityaceae)

  - Dækfrøede (Blomsterplanter Magnoliophytina): 
    - Tokimbladet (Magnoliopsida)
      - Kronløse
      - Orden: Magnoliiflorae
        - Pile-familien (Salicaceae)
        - Valnødefamilien (Juglandaceae)
        - Pors-familien (Myricaceae)
        - Birke-familien (Betulaceae)
        - Hassel-familien (Corylaceae)
        - Bøge-familien (Fagaceae)
        - Elme-familien (Ulmaceae)
        - Hamp-familien (Cannabaceae)
        - Nælde-familien (Urticaceae)
        - Sandeltræs-familien (Santalaceae)
        - Mistelten-familien (Viscaceae)
        - Slangerod-familien (Aristolochiaceae)
        - Pileurt-familien (Polygonaceae)
        - Hindebæger-familien (Plumbaginaceae)
        - Salturt-familien (Chenopodiaceae)
        - Amarant-familien (Amaranthaceae)
        - Portulak-familien (Portulacaceae)
        - Nellike-familien (Caryophyllaceae)

      - Frikronede
      - Orden: Nymphaeiflorae
        - Åkande-familien (Nymphaeaceae)
        - Hornblad-familien (Ceratophyllaceae)

      - Orden: Ranunculiflorae
        - Ranunkel-familien (Ranunculaceae)
        - Berberis-familien (Berberidaceae)
        - Valmue-familien (Papaveraceae)
          - Jordrøgfamilien (Fumariaceae)

        - Korsblomst-familien (Brassicaceae)
        - Reseda-familien (Resedaceae)
        - Soldug-familien (Droseraceae)
        - Stenurt-familien (Crassulaceae)
        - Stenbræk-familien (Saxifragaceae)
        - Hortensia-familien (Hydrangeaceae)
        - Rips-familien (Grossulariaceae) eller Ribs-familien (Ribesiaceae)
        - Sæbetræ-familien (Sapindaceae)
        - Rosen-familien (Rosaceae)
          - Kærnefrugt-familien (Malaceae) eller Æble-familien (Malaceae)
          - Stenfrugt-familien (Amygdalaceae)

        - Ærteblomst-familien (Fabaceae)
        - Kassia-familien (Caesalpiniaceae)
        - Surkløver-familien (Oxalidaceae)
        - Storkenæb-familien (Geraniaceae)
        - Blomkarse-familien (Tropaeolaceae)
        - Hør-familien (Linaceae)
        - Kreosotbusk-familien (Zygophyllaceae)
        - Mælkeurt-familien (Polygalaceae)
        - Buksbom-familien (Buxaceae)
        - Vortemælk-familien (Euphorbiaceae)
        - Rude-familien (Rutaceae)
        - Løn-familien (Aceraceae)
        - Hestekastanje-familien (Hippocastanaceae)
        - Balsamin-familien (Balsaminaceae)
        - Kristtorn-familien (Aquifoliaceae)
        - Benved-familien (Celastraceae)
        - Vrietorn-familien (Rhamnaceae)
        - Vin-familien (Vitaceae)
        - Linde-familien (Tiliaceae)
        - Katost-familien (Malvaceae)
        - Dafne-familien (Thymelaeaceae)
        - Sølvblad-familien (Elaeagnaceae)
        - Perikon-familien (Guttiferae) eller Perikon-familien (Clusiaceae)

      - Orden: Violiforae
        - Viol-familien (Violaceae)
        - Soløje-familien (Cistaceae)
        - Tamarisk-familien (Tamaricaceae)
        - Frankenia-familien (Frankeniaceae)
        - Bækarve-familien (Elatinaceae)
        - Græskar-familien (Cucurbitaceae)
        - Kattehale-familien (Lythraceae)
        - Natlys-familien (Onagraceae)
        - Tusindblad-familien (Haloragaceae)
        - Hesterumpe-familien (Hippuridaceae)
        - Kornel-familien (Cornaceae)
        - Vedbend-familien (Araliaceae)
        - Skærmplante-familien (Apiaceae)

      - Helkronede
        - Vintergrøn-familien (Pyrolaceae)
        - Lyng-familien (Ericaceae)
        - Revling-familien (Empetraceae)
        - Fjeldpryd-familien (Diapensiaceae)
        - Kodriver-familien (Primulaceae)
        - Ensian-familien (Gentianaceae)
        - Bukkeblad-familien (Menyanthaceae)
        - Svalerod-familien (Asclepiadaceae)
        - Singrøn-familien (Apocynaceae)
        - Krap-familien (Rubiaceae)
        - Liguster-familien (Oleaceae) eller Oliven-familien (Oleaceae)
        - Snerle-familien (Convolvulaceae)
        - Floks-familien (Polemoniaceae)
        - Honningurt-familien (Hydrophyllaceae)
        - Rublad-familien (Boraginaceae)
        - Jernurt-familien (Verbenaceae)
        - Vandstjerne-familien (Callitrichaceae)
        - Læbeblomst-familien (Lamiaceae)
        - Natskygge-familien (Solanaceae)
        - Maskeblomst-familien (Scrophulariaceae)
        - Snylterod-familien (Orobanchaceae)
        - Kugleblomst-familien (Globulariaceae)
        - Blærerod-familien (Lentibulariaceae)
        - Vejbred-familien (Plantaginaceae)
        - Desmerurt-familien (Adoxaceae)
        - Gedeblad-familien (Caprifoliaceae)
          - Hylde-familien (Sambucaceae)

        - Baldrian-familien (Valerianaceae)
        - Kartebolle-familien (Dipsacaceae)
        - Klokke-familien (Campanulaceae)
        - Kurvblomst-familien (Asteraceae)

    - Enkimbladede
      - Orden: Liliiflorae
        - Skeblad-familien (Alismataceae)
        - Brudelys-familien (Butomaceae)
        - Frøbid-familien (Hydrocharitaceae)
        - Blomstersiv-familien (Scheuchzeriaceae)
        - Trehage-familien (Juncaginaceae)
        - Vandaks-familien (Potamogetonaceae)
        - Vandkrans-familien (Zannichelliaceae)
        - Ålegræs-familien (Zosteraceae)
        - Dunhammer-familien (Typhaceae)
        - Pindsvineknop-familien (Sparganiaceae)
        - Arum-familien (Araceae)
        - Andemad-familien (Lemnaceae)
        - Firblad-familien (Trilliaceae)
        - Giftlilje-familien (Melanthiaceae)
        - Tidløs-familien (Colchicaceae)
        - Bændeltang-familien (Zosteraceae) eller Ålegræs-familien (Zosteraceae)
        - Vandkrans-familien (Zannichelliaceae)
        - Najade-familien (Najadaceae)
        - Lilje-familien (Liliaceae)
        - Sværdlilje-familien (Iridaceae) eller Iris-familien (Iridaceae)
        - Sandlilje-familien (Anthericaceae)
        - Løg-familien (Alliaceae)
        - Hyacint-familien (Hyacinthaceae)
        - Påskelilje-familien (Amaryllidaceae)
        - Daglilje-familien (Hemerocallidaceae)
        - Bladlilje-familien (Funkiaceae)
        - Konval-familien (Convallariaceae)
        - Asparges-familien (Asparagaceae)
        - Fruesko-familien (Cypripediaceae)
        - Orkidé-familien (Orchidaceae) eller Gøgeurt-familien (Orchidaceae)

    - Orden: Commeliniflorae
      - Siv-familien (Juncaceae)
      - Halvgræs-familien (Cyperaceae)
      - Græs-familien (Poaceae)
      - Restionaceae

    - Orden: Areciflorae
      - Arecaceae, Palmae

- Smilacacea se Liliaceae

## Ikke placeret
```
Akantus-familien
 (Acanthaceae)

Hornnød-familien
 (Trapaceae)

Laurbær-familien
 (Laurales)

Magnolie-familien
 (Magnoliaceae)

Hindebæger-familien
 (Limoniaceae)

Leverurt-familien
  (Parnassiaceae)
```